# ثورة الجزيرة الفراتية (751)
ثورة الجزيرة الفُراتيَّة (133هـ / 751م)، هي إحدى ثورات الخوارج التي شهدتها منطقة الجزيرة الفراتية على الخلافة العباسية في عهد أبُو العبَّاس السَّفَّاح.

## الأحداث

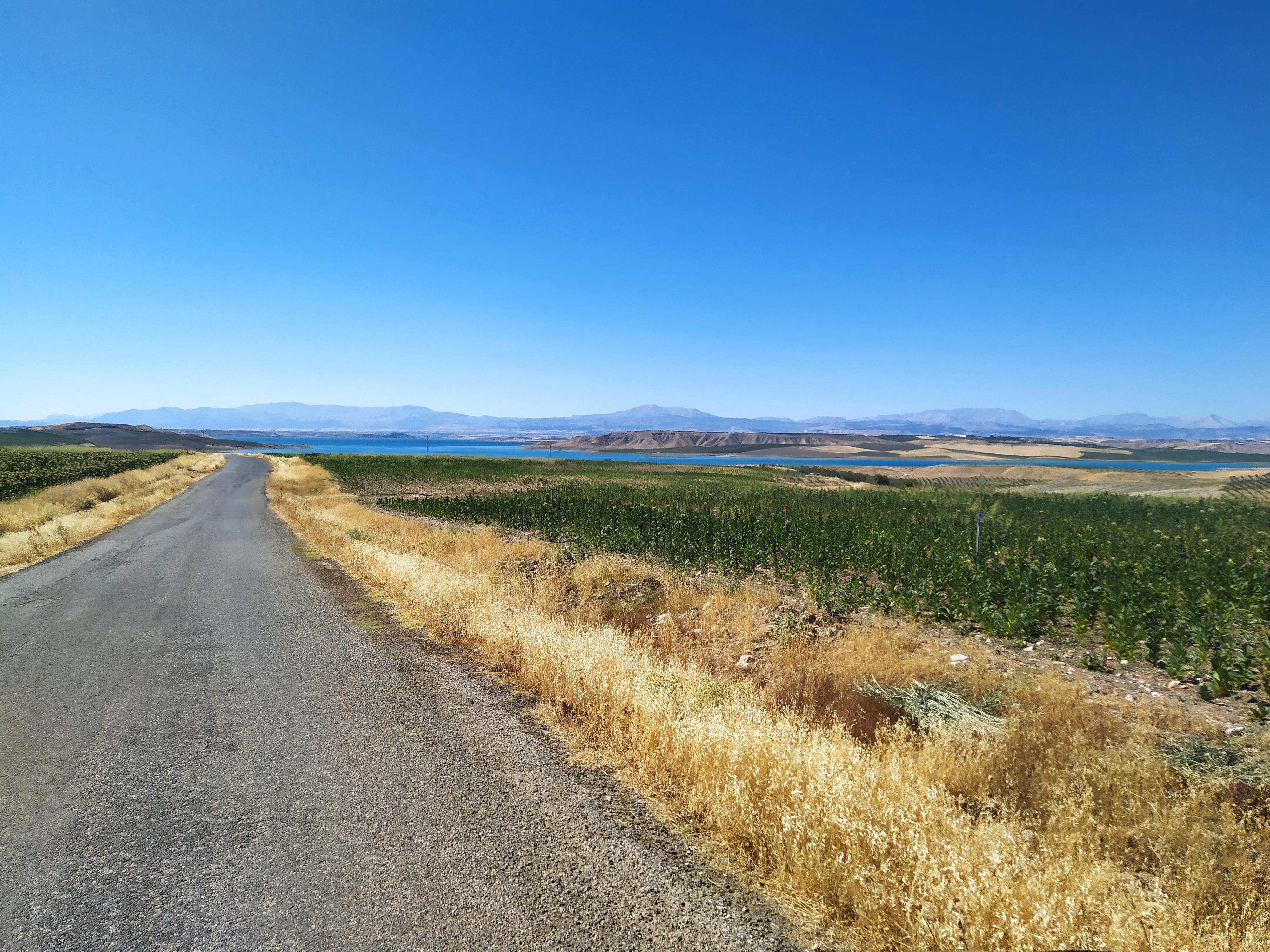
منطقة سميساط والتي جرت فيها وقعات بين الأمير أبو جعفر والخوارج بقيادة إسحاق العقيلي في الجزيرة الفراتية. (2022)

في سنة 133هـ / 751م، قام أهل الجزيرة بتبييض الرايات وخلعوا طاعة أبو العبَّاس السَّفَّاح، وتوجهوا نحو حرَّان، حيث كان موسى بن كعب التميمي يقود ثلاثة آلاف من الجيش العبَّاسي، فحاصروه هناك. لم يكن لأهل الجزيرة قائد يجمعهم حتى قدم عليهم إسحاق بن مسلم العقيلي من أرمينية بعد أن غادرها إثر سماعه بهزيمة مروان بن محمد في الزَّاب. اجتمع أهل الجزيرة تحت قيادته، واستمر حصار موسى بن كعب نحو شهرين. أرسل السفاح أخاه أبو جعفر بجيش من واسط، حيث كان يحاصر ابن هبيرة، فسار عبر قرقيسيا والرقة، اللتين تبيّضتا أيضًا. اتجه أبو جعفر نحو حران، ليرحل إسحاق بن مسلم إلى الرها، مما مكن موسى بن كعب من الخروج لملاقاة أبو جعفر والانضمام بقُوَّاته إليه.
قام إسحاق بن مسلم بإرسال أخيه بكار بن مسلم إلى ربيعة في دارا وماردين، وكان رئيسهم آنذاك رجل من الحرورية يُدعى بريكة. التقى بهم أبو جعفر وخاض معهم قتالًا شديدًا انتهى بمقتل بريكة، مما دفع بكار للعودة إلى أخيه إسحاق في الرها. ترك إسحاق أخاه في الرها وتوجه إلى سميساط مع جيشه الكبير.
بناءً على أوامر الخليفة السَّفَّاح، توجه عبد الله بن علي بجنوده إلى سميساط، ونزل أمام إسحاق الذي يقود جيشًا قوامه ستين ألفًا، وكانت مياه الفرات تفصل بين الجيشين. جاء أبو جعفر من الرها وحاصر إسحاق في سميساط لمدة سبعة أشهر. كان إسحاق يقول: «في عنقي بيعة (يقصد طاعة مروان بن محمد)، فلا أدعها حتى أتيقن أن صاحبها مات أو قُتل»، فأرسل له أبو جعفر إليه يُخبره بمقتل مروان بن محمد، وعندما تيقن إسحاق من صحة الخبر، طلب الصُّلح والأمان. كتب الخليفة السَّفَّاح إلى أبو جعفر يمنحه الأمان لإسحاق ومن معه، وتوصَّل الفريقين إلى اتفاق مرضي بينهما. خرج إسحاق إلى أبو جعفر، الذي عامله باحترام كبير وأصبح من أفضل أصحابه. استقر حال الجزيرة والشام، وولى الخليفة السَّفَّاح أخاه أبو جعفر على الجزيرة وأرمينية وأذربيجان، وبقي في منصبه أربعة أعوام حتى استُخلف بعد السَّفَّاح.

### فهرس المنشورات
1. 1 2 3  ابن الأثير (2005)، ص. 783.

### معلومات المنشورات كاملة
الكتب مرتبة حسب تاريخ النشر
- ابن الأثير الجزري (2005)، الكامل في التاريخ، مراجعة: أبو صهيب الكرمي، عَمَّان: بيت الأفكار الدولية، OCLC:122745941، QID:Q123225171